# Phytoptipalpus muukuorum
Phytoptipalpus muukuorum är en spindeldjursart som beskrevs av Meyer 1979. Phytoptipalpus muukuorum ingår i släktet Phytoptipalpus och familjen Tenuipalpidae. Inga underarter finns listade i Catalogue of Life.